# Аеробатика

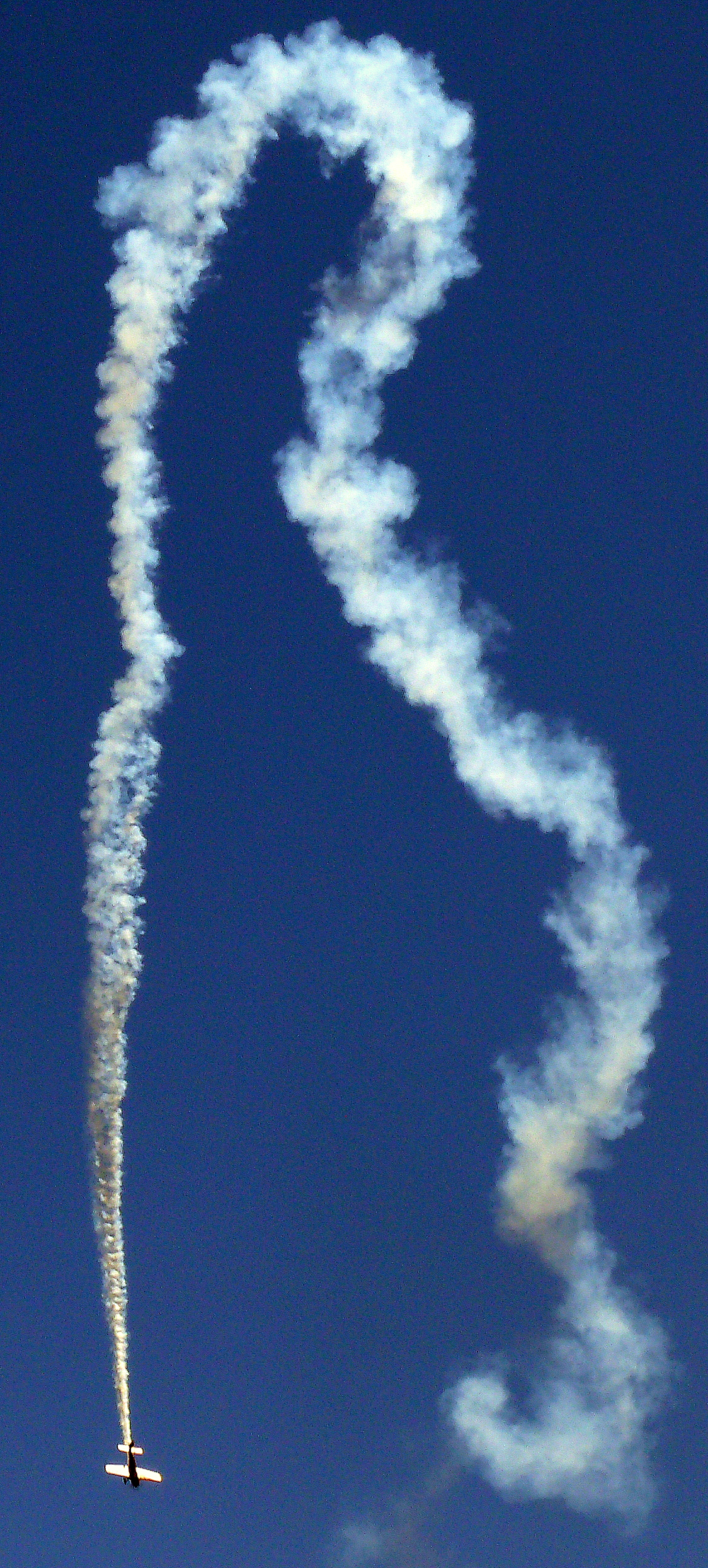
Patty Wagstaff виконує пілотаж на JeffCo Airport у Денвері, Колорадо

Аеробатика (скорочення від аероакробатика) — це практика виконання пілотажних маневрів, при яких літак вводиться в положення, що не використовуються при звичайних польотах. Аеробатика виконується на літаках і планерах з метою тренувань, відпочинку, розваг і спорту. Крім того, деякі види гвинтокрилів, таких як MBB Bo 105, можуть виконувати деякі пілотажні маневри. Прикладом повноцінного аеробатичного гелікоптеру, що здатен виконувати петлі й бочки є Westland Lynx.
Більшість аеробатичних маневрів мають відношення до поворотів літака довкола поздовжньої (крен) осі або бічної (тангаж) осі. Інші маневри такі як штопор, розкручують літак довкола вертикальної осі (рискання). Маневри часто поєднуються у цілі акробатичні вистави для розваг і змагань. Аеробатичний політ потребує значних навичок пілотування і піддає літак більшим структурним навантаженням ніж звичайний політ. У деяких країнах існує вимога, що пілот має вдягати парашут виконуючи аеробатичні вправи.
Тренування аеробатикою покращують навички пілота до повернення літака в нормальні польотні умови, і тому є елементом багатьох програм з безпечного пілотування. Крім аеробатичних польотів для розваг, пілоти можуть брати участь у аеробатичних змаганнях з суддями.